# 巴斯贝克
巴斯贝克（德語：Barsbek）是德国石勒苏益格－荷尔斯泰因州的一个市镇。总面积8.73平方公里，总人口600人，其中男性315人，女性285人（2011年12月31日），人口密度69人/平方公里。